# Ghazar Parpetsi

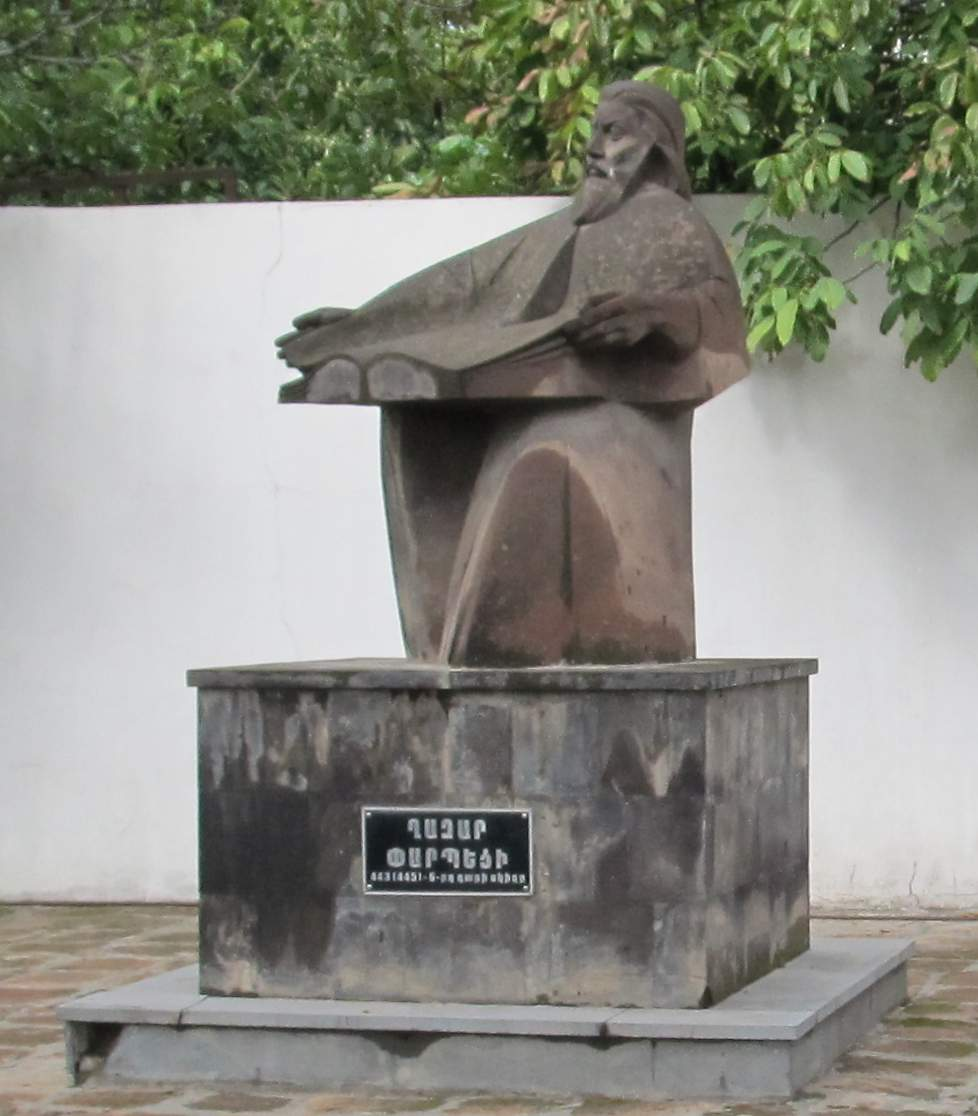
Monumento a Ghazar Parpetsi, Parpi

Ghazar Parpetsi (en armenio: Ղազար Փարպեցի, Ghazar de Parpi, también llamado Lazar Parpetsi o łazar Parpetsi; circa 440 - comienzos del siglo VI) fue un cronista e historiador armenio. Estuvo muy vinculado a la poderosa familia noble de los Mamikonian. A finales del siglo V o a comienzos del siglo VI escribió una Historia de Armenia describiendo el periodo 390-485.